# حاتم عمور
حاتم عمور (مواليد 29 أغسطس 1981) مغني وممثل مغربي بدأت مسيرته وبروز موهبته الفنية بفوزه بمسابقة ستوديو دوزيم موسم 2005، ولقد نال اعجاب الجمهور أثناء وبعد المسابقة. كما خاض تجربة التمثيل في دور هود في المسلسل الرمضاني بنت بلادي. ومن أغنياته «ناداني حضنك يا أمي» من كلمات الشاعر المصري خالد الشيباني وألحان هاني إسماعيل وإنتاج عالم الفن.
رشحت مسابقة «أفريكا ميوزك أوورد»، حاتم عمور، للفوز بجائزة أفضل مطرب بشمال إفريقيا، وذلك بعد أن أختيرت أغنيته «الأول» كأفضل الأغاني لسنة 2016.
أطلق مؤخرا أغنية عالمية برفقة إنريكيه إغليسياس
```
[
2
]
```

## أعمال غنائية
- ناداني حضنك يا أمي
- فبالي
- قولي
- بنت بلادي
- غضب غضب
- ألو فينك
- راها باينة
- حسبني طماع
- المركز الأول
- باعت الحب (2017)
- ياما (2017)
- خطار (2018) رفقة مجموعة أدرينالين
- VIVA MOROCO (ألحان أغنية ياما لنفس المغني)
- Nos Fuinos lejos رفقة إنريكيه إغليسياس
- حسدونا (2017)
- مشيتي فيها (2015)
- اخر مرة (2019)
- بلا عنوان (2019)
- قلبك يمشي لحالو (2019)
- علاش يا ليل (2019)

## أعمال تلفزيونية
- مسلسل بنت بلادي، لعب فيه دور هود
- جزيرة الكنز (برنامج) (ضيف شرف)
- البرنامج الفني «تغريدة» (ضيف شرف)
- رشيد شو (ضيف شرف)
- لالة لعروسة (ضيف)
- برنامج Face à Face (ضيف شرف)
- برنامج دندنة مع عماد (ضيف)